# Colbertosaurus
Colbertosaurus — вимерлий рід траверсодонтидових цинодонтів із середнього тріасу Аргентини. Один вид C. muralis був названий у 1954 році на основі фрагмента щелепи. Colbertosaurus спочатку був поміщений в Ictidosauria, застарілу назву для групи цинодонтів, яка включає трителедонтидів. Це єдиний цинодонт, відомий із формації Потрерільос, і зовнішнім виглядом схожий на Pascualgnathus із формації Пуесто-В’єхо.